# Български националноосвободителен комитет
Българският националноосвободителен комитет е българска организация в Париж, просъществувала за кратко от пролетта на 1946 до началото на 1947 година, един от първите опити за обединение на политическите емигранти след налагането на тоталитарния комунистически режим в страната. Комитетът е председателстван от Г. М. Димитров с подпредседател Димитър Мацанкиев, и двамата от Българския земеделски народен съюз, но в него участват и монархисти, като Стефан Груев и Дянко Сотиров. Поради политически разногласия между членовете си той прекратява работата си малко след своето основаване.